# Гиюр
Гиюр (на иврит: גיור‎) е понятие, с което се обозначава приемането на юдаизма от неевреи, които желаят да бъдат разпознати като пълноправни членове на еврейската общност. Гиюр е както религиозно действие, така и израз на свързаност с евреите. Гиюр понякога се изпълнява, за да се разсеят съмненията, че даден човек не е евреин.
Процедурата зависи от конкретната юдейска деноминация, която легитимира процеса, и нейните ритуални и други изисквания. Приемане на юдейството в съгласие с обичаите на една деноминация обаче не гарантира признаване му от друга деноминация, т.е. деноминациите запазват самостоятелност по отношение на признаването на гиюр.
Не е задължително човек да премине формално в юдейската вяра, за да възприеме вярванията и практиките, характерни за юдеите. В юдаизма такъв тип хора се наричат „праведни неевреи“. Има различни групи, които са възприели еврейски обичаи и практики, без да са преминали официално през гиюр. Такива са например съботяните в Русия.
|  | Тази страница частично или изцяло представлява превод на страницата Conversion to Judaism в Уикипедия на английски. Оригиналният текст, както и този превод, са защитени от Лиценза „Криейтив Комънс – Признание – Споделяне на споделеното“, а за съдържание, създадено преди юни 2009 година – от Лиценза за свободна документация на ГНУ. Прегледайте историята на редакциите на оригиналната страница, както и на преводната страница, за да видите списъка на съавторите. ВАЖНО: Този шаблон се отнася единствено до авторските права върху съдържанието на статията. Добавянето му не отменя изискването да се посочват конкретни източници на твърденията, които да бъдат благонадеждни. |